# قطارة (ولاية الجلفة)
توجد بلدية  قطارة بدائرة مسعد ولاية الجلفة تحدها شمالا مقر دائرة مسعد ( مسعد ) وشرقا بلدية أم العظام التابعة اداريا لدائرة فيض البطمة وغربا بلدية دلدول و سد رحال وولاية الاغواطوجنوبا ولايتي ورقلة و غرداية وهي بلدية تعدادها السكاني حوالي 15000 مواطن يمارس رعي الماعز والإبل 